# Orzeliscus septentrionalis
Orzeliscus septentrionalis är en djurart som tillhör fylumet trögkrypare, och som beskrevs av Schulz 1953. Orzeliscus septentrionalis ingår i släktet Orzeliscus och familjen Halechiniscidae. Inga underarter finns listade i Catalogue of Life.